# Likvifaktion

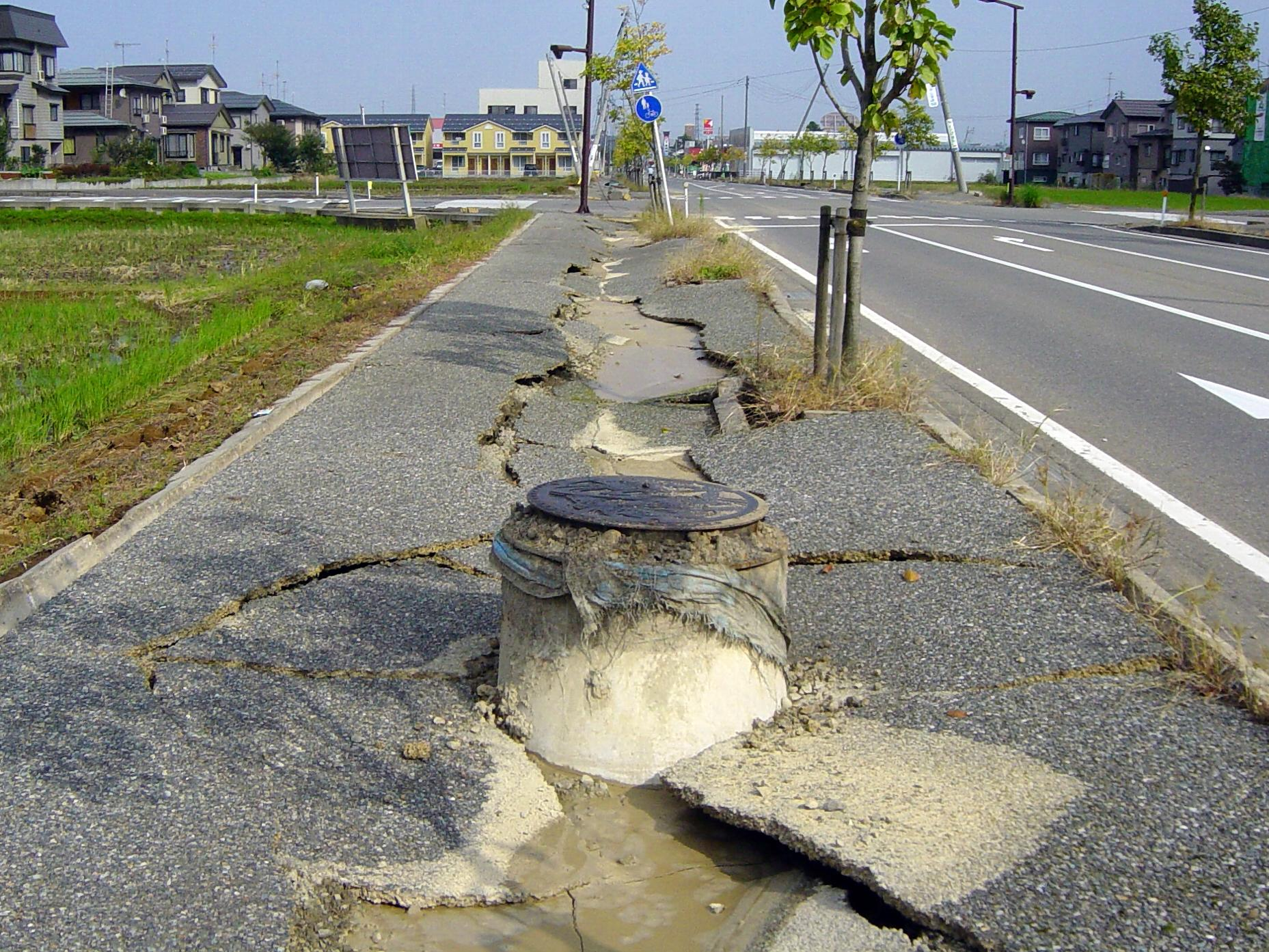
Ett avloppsrör som på grund av likvifaktion flutit upp mot markytan.

Likvifaktion är ett geologiskt fenomen som innebär att mark plötsligt går från fast till flytande form. Likvifaktion inträffar i mark som är mättad med vatten, där mellanrummen mellan markpartiklarna endast består av vatten.
Likvifaktion kan få styva konstruktioner som byggnader eller broar att börja luta, eller sjunka ned i den förvätskade avlagringen. Detta kan vara en förödande biverkning av jordbävningar. Vid Långfredagsskalvet i Alaska 1964 sjönk många byggnader ned i jorden på grund av jordlikvifaktion och jordskred och kollapsade så småningom.
Efter Niigatajordbävningen 1964, då många intakta byggnader förlorats på grund av likvifaktion, började man forska kring detta naturfenomen. 